# Hanimex TVG 070C
La Hanimex TVG 070C est une console de jeux vidéo de deuxième génération. Elle est sortie  en 1976.